# Нерсесов, Нерсес Осипович
Нерсес Осипович Нерсесов (1848—1894) — юрист, ординарный профессор Московского университета.

## Биография
Родился в в Шуше Елизаветпольской губернии. Его отец — мирза Осип (Юсуп), из беков; в молодости провёл 14 лет в персидском плену, где приобрёл основательные практические знания персидского и арабского языков и поэтому, после возвращения на родину (когда был заключён Гюлистанский мирный договор) он был назначен учителем персидского языка в местной школе и переводчиком в открытых здесь русских присутственных местах. И его сын с детства изучил кроме армянского и русского языков, ещё и персидский; полюбил персидскую поэзию, читал Фирдоуси и Хафиза. 
В 1862 году окончил уездное училище в Шуше и в 1863 году был переведён в Тифлисскую гимназию, которую окончил в 1867 году с золотой медалью. Как лучший ученик он был отправлен за казённый счёт в Москву для поступления в Московский университет. Учился на юридическом факультете Московского университета (1867—1871), который окончил со степенью кандидата прав — ученик профессоров Н. И. Крылова и В. И. Сергеевича. 
Получил предложение остаться в университете для подготовки к профессуре, но по домашним обстоятельствам отказался и два года занимался адвокатской практикой в Москве и на Кавказе. Но 1874 году вернулся на кафедру гражданского права Московского университета и был отправлен за границу для приготовления к магистерскому экзамену, который сдал в 1875 году. После представления в 1876 году диссертации «О торговом полномочии» на получение права преподавания в университете, он был назначен сторонним преподавателем (приват-доцентом) для чтения первого в Московском университете курса торгового права. После защиты в 1878 году магистерской диссертации «Понятие добровольного представительства в гражданском праве», он был утверждён штатным доцентом кафедры гражданского права. С 1884 года — экстраординарный профессор. Защитил (1890) докторскую диссертацию «О бумагах на предъявителя с точки зрения гражданского права» (единственная в русской дореволюционной литературе диссертация о ценных бумагах) и 29 марта 1892 года получил должность ординарного профессора, заняв кафедру торгового, вексельного и морального права. Был также секретарём совета юридического факультета.
Похоронен на Армянском кладбище.